# St. Dionysius (Mündelheim)

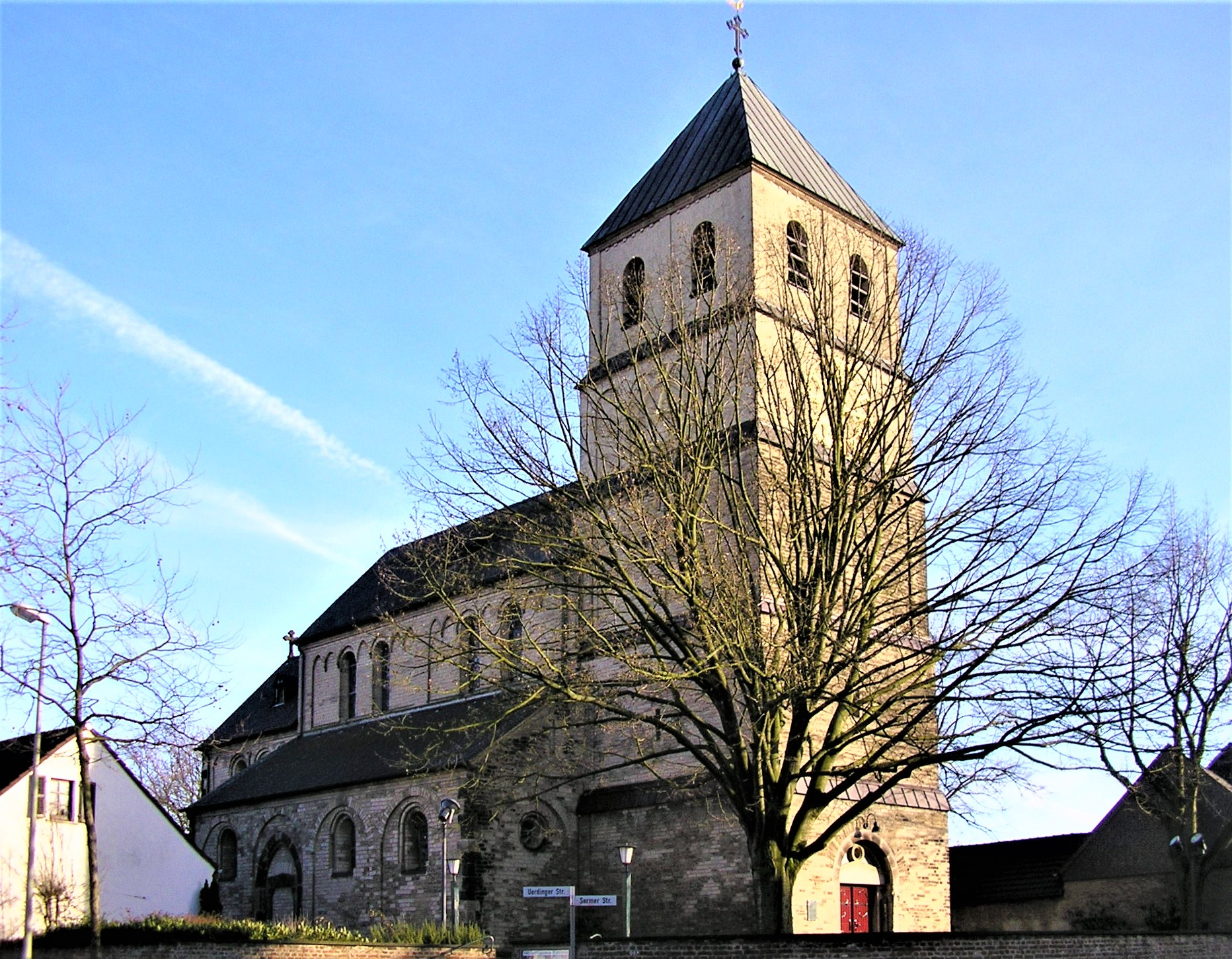
St. Dionysius

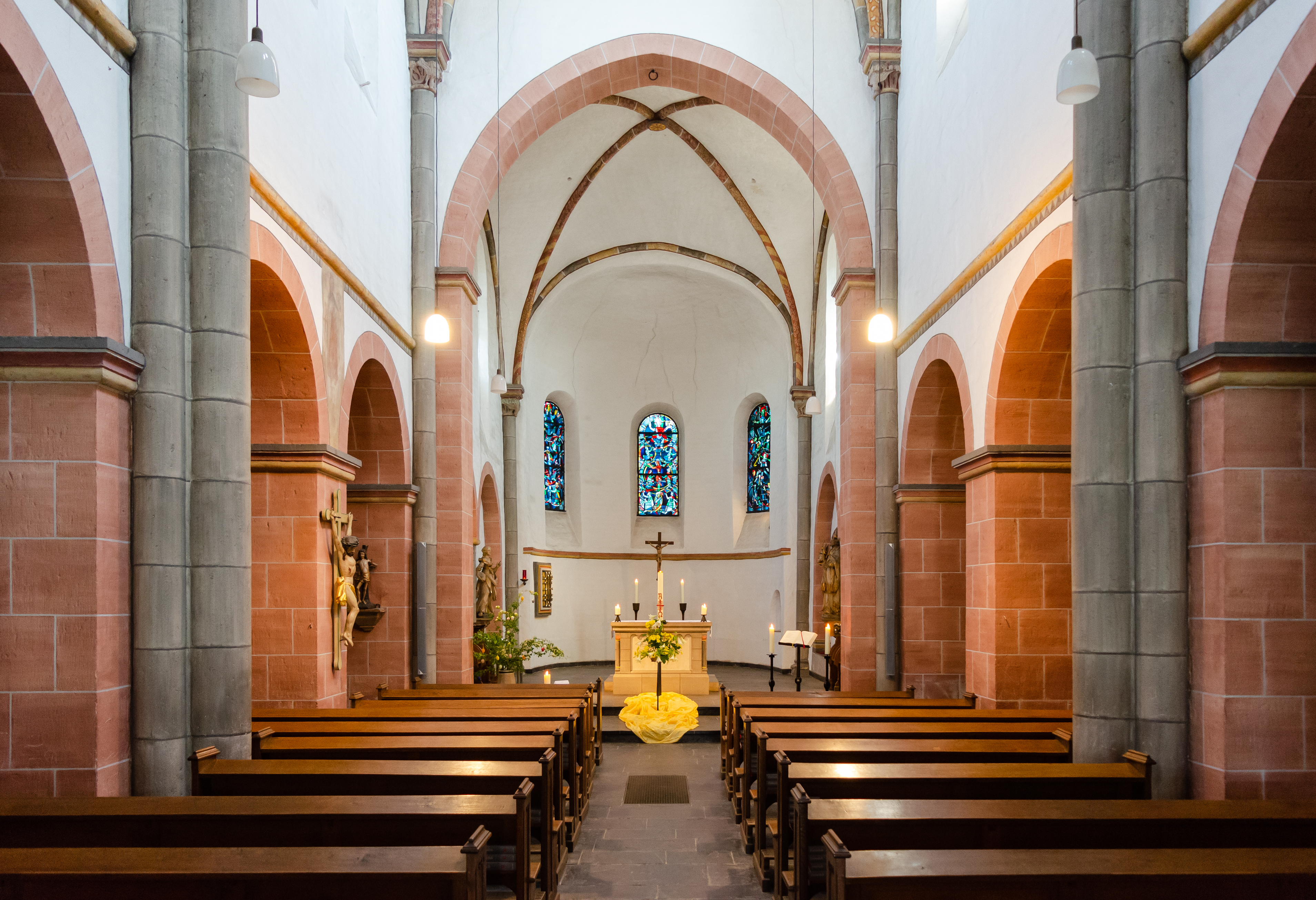
Innenansicht, Blick zum Chor

Die römisch-katholische Kirche St. Dionysius ist ein denkmalgeschütztes Kirchengebäude in Mündelheim, einem Duisburger Stadtteil. Die Kirche ist Dionysius von Paris geweiht. Zur Gemeinde zählt ferner die Kapelle St. Dionysius in Serm.

## Geschichte und Architektur
Die Kirche steht im Duisburger Süden, fast unmittelbar vor der Uerdinger Rheinbrücke. Das Gebäude mit weit sichtbarem wuchtigen Turm ist ortsbildprägend.
Nach einer Überlieferung aus dem 9. Jahrhundert wurde die Gegend schon früh christianisiert. Mündelheim gehörte laut einer Urkunde aus dem Jahr 947 zum linksrheinischen Großgau Hattuarien (in villa Mundulingheim in pago Hatteri in comitatu Erenfridi), zu dem auch der um Krefeld-Gellep liegende Gilde-/Keldagau gehörte. Noch bevor sich Suibertus 695 in Kaiserswerth niederließ, wurde der Ort durch schottische Mönche vom Kloster St. Martin in Köln missioniert. Zur Zeit der Karolinger befand sich in Mündelheim ein Krongut (Villa). Häufig wurde bei solchen Königsgütern eine Kapelle errichtet, die dann der Mittelpunkt des christlichen Lebens war.
Die jetzige Kirche wurde um 1220 bis 1230 errichtet, der Ort gehörte damals zum Besitz der Grafen von Berg. Das Patronat und das gesamte Kirchenvermögen fielen 1308 durch eine Schenkung an das Lambertusstift in Düsseldorf. Das Patronat und die Einkünfte standen dem Düsseldorfer Kapitel bis zur Säkularisation zu.
Das Gebäude ist eine spätstaufische Gewölbebasilika mit einem Chorgeviert und einer Apsis. Das Langhaus der wahrscheinlich einschiffigen Vorgängerkirche wurde ergraben, sie stammte wohl vom 11. Jahrhundert. Der Turm wurde in der Mitte des 12. Jahrhunderts angesetzt. Zwei an der Westwand der Seitenschiffe wiederverwendete Säulen stammen ebenfalls aus dieser Zeit. Am Haupteingang ist der Rest einer romanischen Säulenpforte erhalten. Das Mauerwerk ist mit Tuff verkleidet. Im Zweiten Weltkrieg wurde der fünfstöckige Turm durch Beschuss stark beschädigt. Das Erdgeschoss und der östliche Teil bis zum Langhausdach sind noch erhalten, der Rest wurde erneuert. Die im 19. Jahrhundert gebaute Sakristei wurde 1971 abgebrochen und die Apsis des südlichen Seitenschiffes freigelegt.
Die Kapitelle im Innenraum sind ungewöhnlich reichhaltig mit Knospen, Vögeln, Laubwerk und im südöstlichen Seitenschiff mit einer Kopfmaske gestaltet. An der nördlichen Wand des Langhauses ist eine Freskomalerei aus dem 14. Jahrhundert zu sehen. Dargestellt ist die Hl. Katharina mit Rad. Die Malerei ist der Rest eines größeren Zyklus, der die Langhausarkaden schmückte und durch Kriegsschäden zerstört wurde.

## Ausstattung
- Der Hauptaltar ist eine restaurierter, früherer Seitenaltar, er wurde unter dem Scheitelpunkt des Chorgevierts aufgestellt.
- Der Taufstein ist im Chronogramm mit 1710 bezeichnet.
- Die Pietà ist eine Arbeit aus der zweiten Hälfte des 15. Jahrhunderts.
- Die lebensgroßen Figuren des Hl. Dionysius und der Hl. Maria Magdalena entstanden um 1700.
- In der Turmhalle hängt ein Gemälde des 16. Jahrhunderts. Es wird die Auferstehung Christi dargestellt. Hierbei handelt es sich wohl um den Rest eines Flügelaltars aus dem niederländischen Raum.
- Ebenfalls in der Turmhalle befindet sich das Antependium eines Altars. Die Darstellung des Hl. Dionysius ist eine hochbarocke Schnitzarbeit.

## Bildergalerie

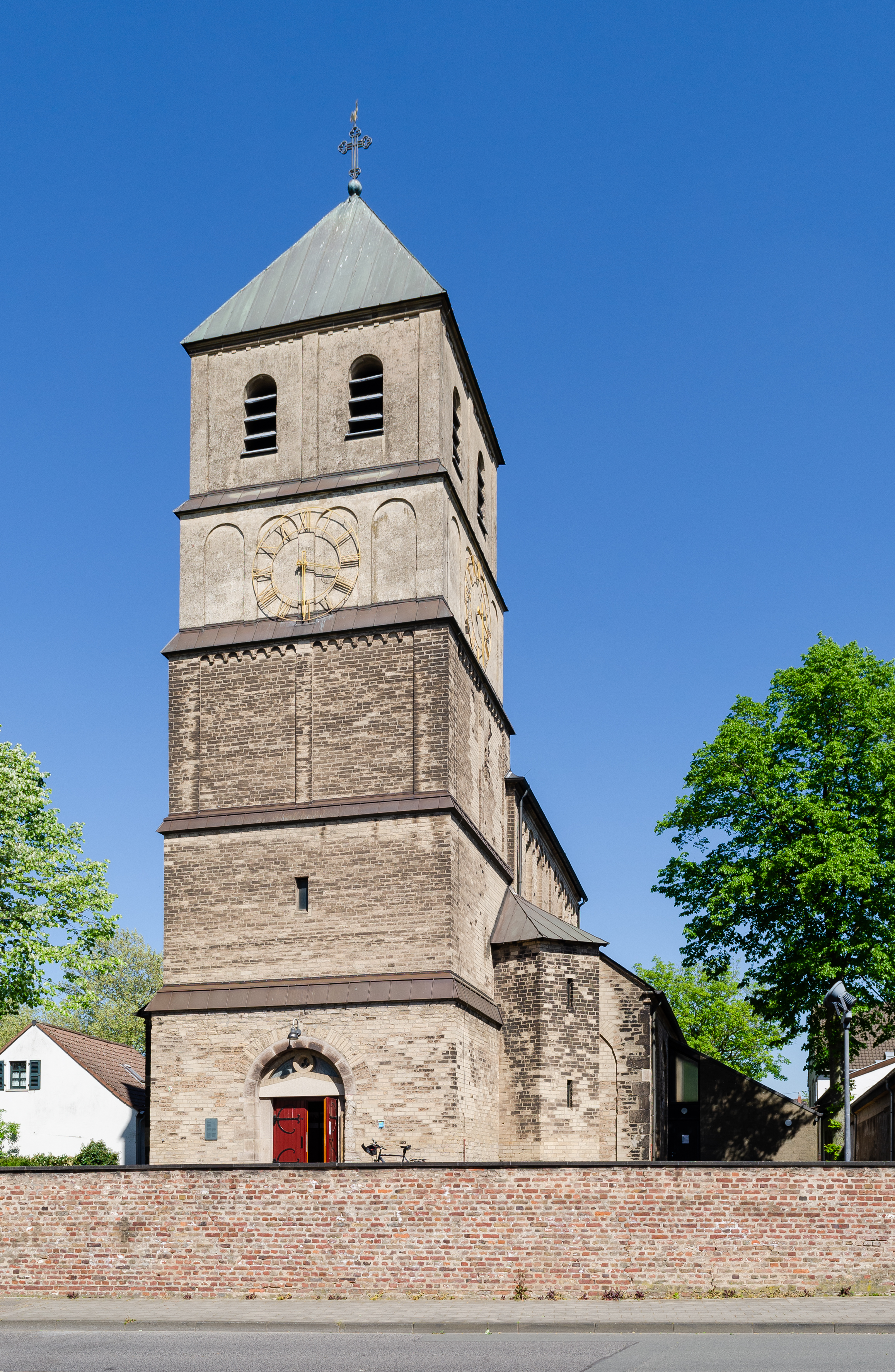
Turm von Westen
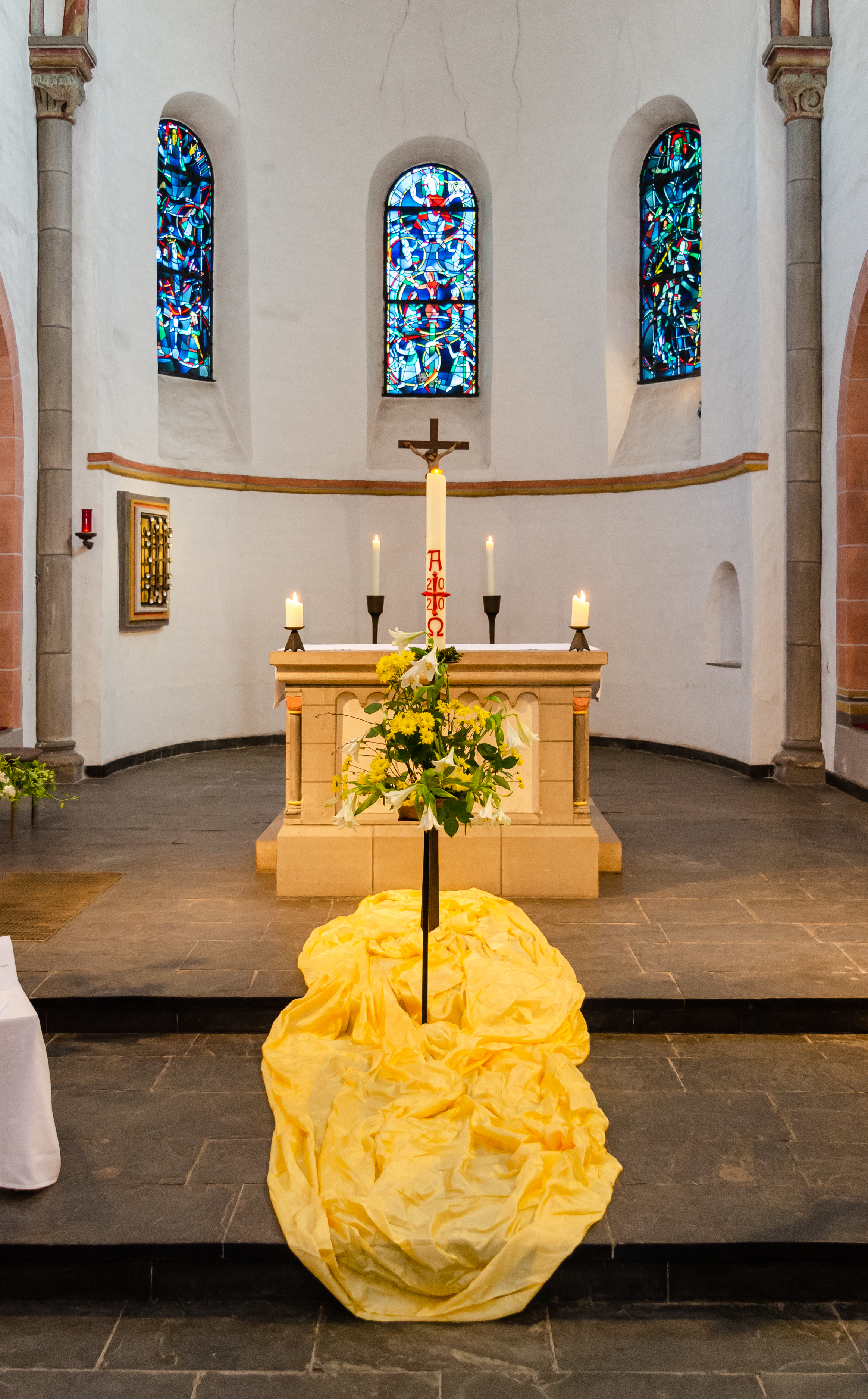
Chor mit Altar
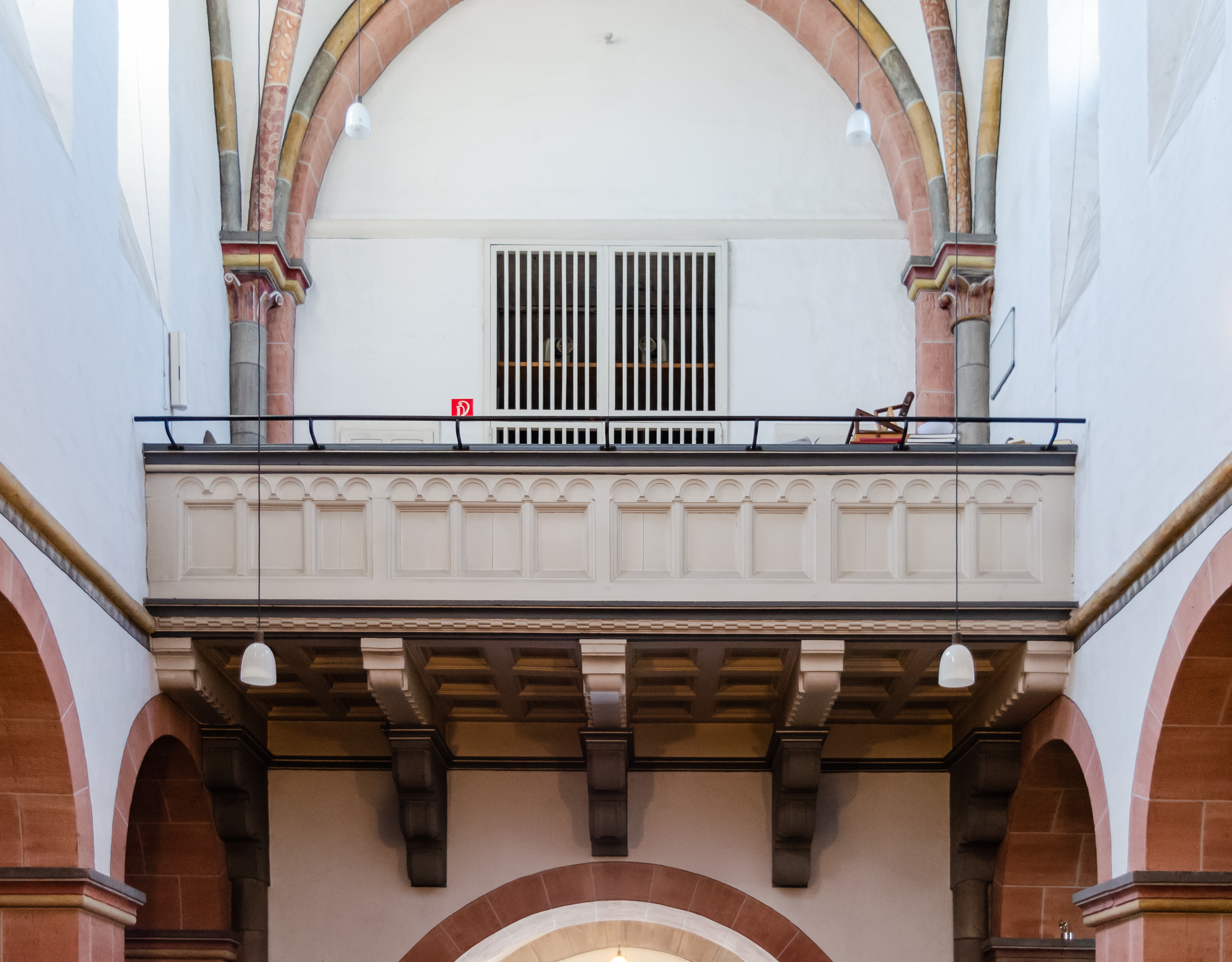
Orgelempore
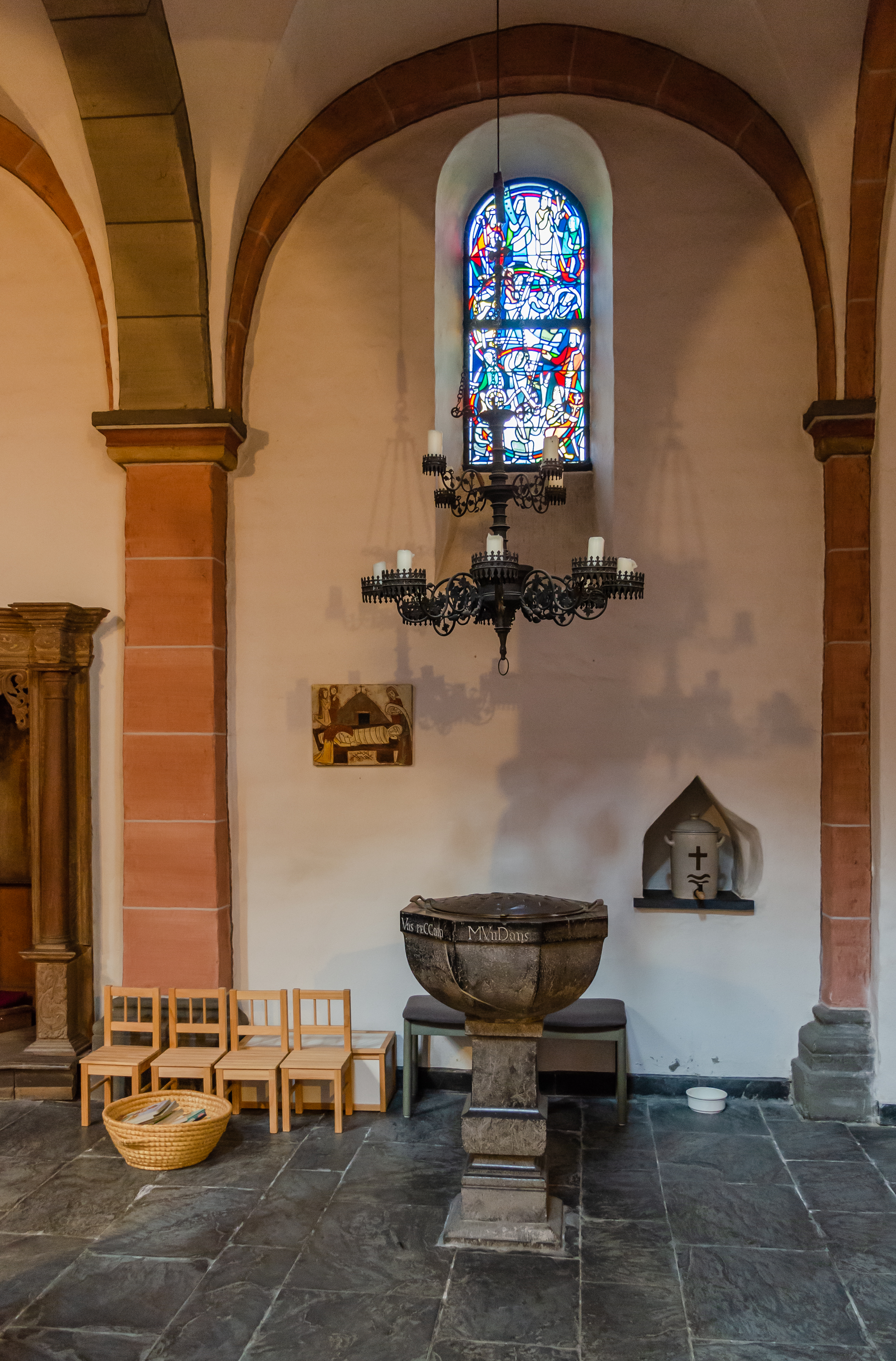
Taufbecken im linken Seitenschiff
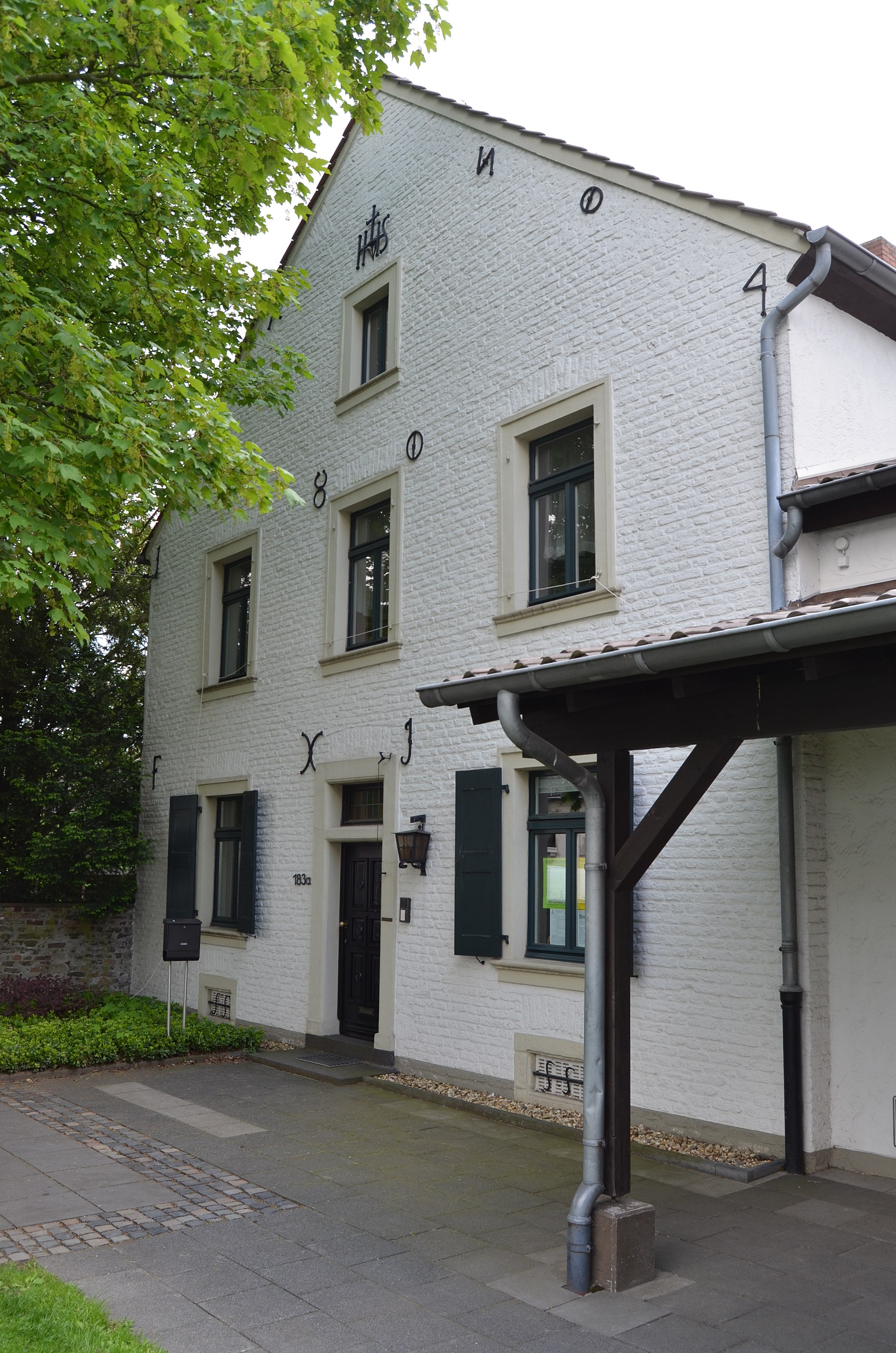
Pfarrhaus